# Antanas Mikėnas
Antanas Mikėnas  (del ruso: Антанас Микенас), (Panevėžys, 24 de febrero de 1924 – † Vilna, 23 de septiembre de 1994) fue un atleta de la Unión Soviética (nacido en Lituania) especializado en marcha atlética.
Consiguió la medalla olímpica de plata en la primera ocasión en que la marcha atlética, en la distancia de 20 km, hizo su entrada en los Juegos Olímpicos. Esto sucedió en los Juegos Olímpicos de 1956 celebrados en Melbourne, Australia.
Su mejor marca personal en la distancia de los 20 km marcha fue de 1h27:22 conseguida en el año 1959.